# Ittre
Ittre [itʁ] (wallonisch Ite, niederländisch Itter) ist eine Gemeinde in der französischsprachigen Provinz Wallonisch-Brabant in Belgien. Sie besteht aus den drei Ortsteilen Haut-Ittre, Ittre und Virginal-Samme.

## Geschichte

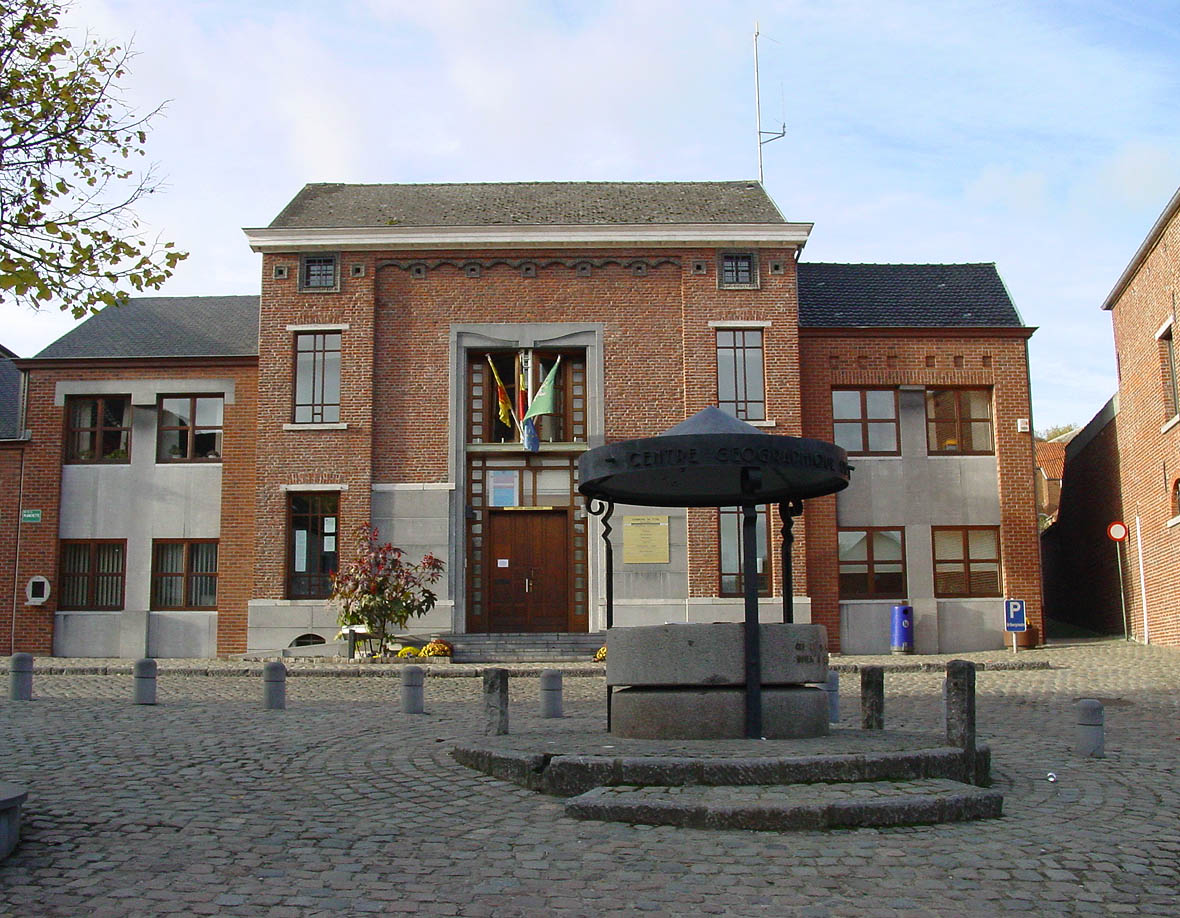
Rathaus

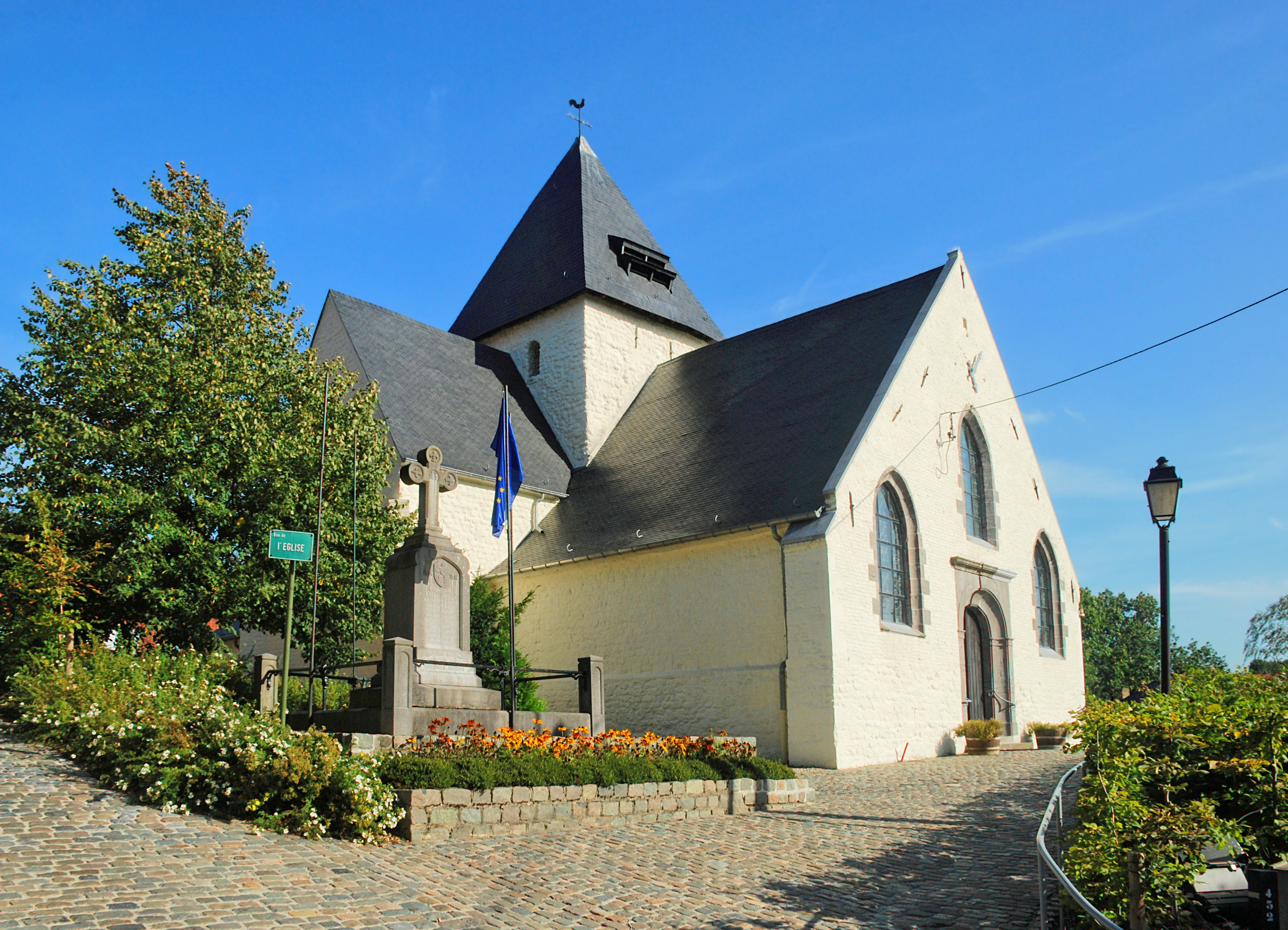
Kirche Saint-Laurent in Haut-Ittre

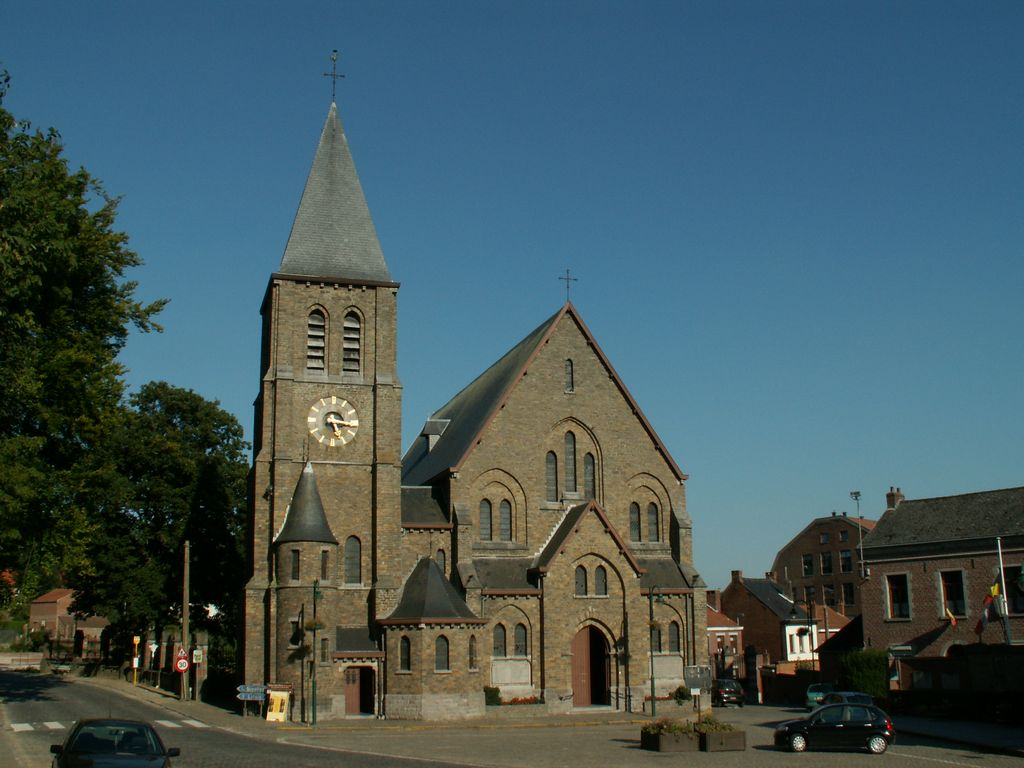
Grand-Place und Kirche Saint-Rémy in Ittre

Den karolingischen Herrschern des Westfränkischen Reichs war Ittre wohlbekannt: 877 schenkte Karl II. (der Kahle) Güter in „Iturnam“ an das Kloster Nivelles, 897 war es Zwentibold, der dem Kloster Nivelles Güter in „Yturna“ übereignete (D Charles II, no. 433 und D Zw no. 016 in Regnum Francorum online).